# جيسيكا هال
جيسيكا هال (بالإنجليزية: Jessica Hall)‏ هي عارضة وممثلة أمريكية، ولدت في 21 يونيو 1983 في الولايات المتحدة.

## وصلات خارجية
- جيسيكا هال على موقع IMDb (الإنجليزية)